# Expo 2012
A Exposição Internacional de Yeosu de 2012 (hangul: 2012 여수세계박람회; hanja: 2012 麗水世界博覽會) foi organizada pelo Bureau Internacional de Exposições (BIE) e foi realizada em Yeosu, Coreia do Sul, entre 12 de maio e 12 de agosto de 2012.
Em 26 de novembro de 2007, a cidade sul-coreana Yeosu foi proclamada oficialmente para sediar o evento com o tema "Pelos oceanos e costas vivas: a diversidade de recursos e de energia renovável".

## Dados
- Título (Inglês): International Exposition Yeosu Korea 2012, EXPO2012 YEOSU KOREA
- Título (Coreano): 2012 여수 세계 박람회 / 2012 麗水 世界 博覽會
- Presidente da organização: Kang Dong-Suk
- Tema: 'The Living Ocean and Coast'
- Canção tema: 'Stories told by the sea (por IU)'[3]
- Mascotes:  Yeony e Suny
- Local  New Port 1,740,000㎡ Yeosu , Jeollanam-do – área de exibição 250,000㎡
- Data:  12 de maio de 2012 ~ 12 de agosto de 2012 (93 dias)
- Participantes: 103 países, 8 organizações internacionais

| Europa                      | 23 | Turcomenistão, Armenia, Azerbaijão, Bélgica, Croácia, Dinamarca, França, Alemanha, Itália, Cazaquistão, Lituânia, Monaco, Holanda, Noruega, Romênia, Rússia, Espanha, Suécia, Suíça, Tajiquistão, Turquia, Ucrânia, Uzbequistão                                                                                        |
| Américas                    | 20 | Antígua e Barbuda, Argentina, Colômbia, Dominica, El Salvador, Equador, Estados Unidos, Guatemala, Granada, Guiana, Honduras, México, Nicarágua, Panamá, Paraguai, Peru, República Dominicana, São Cristóvão e Nevis, Suriname, Uruguai                                                                                |
| Oceania                     | 1  | Austrália |
| Ásia                        | 30 | Bangladesh, Brunei, Camboja, República Popular da China, Fiji, Índia, Indonésia, Japão, Kiribati, Laos, Malásia, Maldivas, Ilhas Marshall, Mongólia, Nauru, Nepal, Palau, Paquistão, Papua-Nova Guiné, Filipinas, Samoa, Singapura, Ilhas Salomão, Sri Lanka, Tailândia, Timor-Leste, Tonga, Tuvalu, Vanuatu, Vietname |
| África                      | 25 | Argélia, Angola, Burkina Faso, República Centro-Africana, Costa do Marfim, República Democrática do Congo, Egito, Eritreia, Gabão, Gâmbia, Gana, Guiné, Líbia, Mali, Mauritânia, Nigéria, Quénia, Ruanda, Senegal, Seychelles, Sudão, Tanzânia, Tunísia, Uganda                                                        |
| Oriente Médio               | 7  | Arábia Saudita, Emirados Árabes Unidos, Iémen, Israel, Jordânia, Omã, Qatar |
| Organizações internacionais | 9  | CBD, FAO, GEF (Global Environment Facility), IOC, IPCC, OECD, PEMSEA, UN, WFP |

## Mascote e símbolo
- Mascote

Yeony e Suny, os mascotes oficiais da Expo 2012 são personificações de um plancton. Ambos os nomes são derivados de "Yeosu", onde Yeo significa "bela" e Su, "água".
- Emblema

Uma abstração simplificada das formas orgânicas de ecologia, oceano e meio-ambiente estão representadas no emblema.

## Processo de seleção
| 142nd Meeting of the International Exhibitions Bureau 19:00 26 de novembro de 2007, no Palais des congrès de Paris, França |               |         |         |
| Cidade | País          | Round 1 | Round 2 |
| Yeosu | Coreia do Sul | 68      | 77      |
| Tanger | Marrocos      | 59      | 63      |
| Wrocław | Polónia       | 13      | -       |

Para ganhar, a cidade deve receber 2/3 dos votos. A cada rodada a cidade com menos votos sai da disputa e a votação continua entre as remanescentes.